# クロピヴニツキー
クロピヴニツキー（ウクライナ語: Кропивницький, ラテン文字転写: Kropyvnytskyi [kropɪu̯ˈnɪtsʲkɪj] ( 音声ファイル)）はウクライナのキロヴォフラード州の州庁所在地である。2021年の人口は222,695人。2016年7月14日をもってキロヴォフラード（Кіровоград）から改称された。

## 歴史
市の設立以前、15世紀から18世紀まで、この領土はウクライナ・コサックの領土であった。ウクライナがモスクワ大公国・ロシア帝国によって併合されると、聖エリザヴェータにちなんで命名された聖エリザヴェータ要塞（форт Святой Елизаветы）が建設された。1784年にエリザヴェトグラード（Елизаветград）と命名された。
ソビエト・ウクライナ戦争後の1924年に、同地の出身であるグリゴリー・ジノヴィエフにちなんでジノーヴィエフスク（Зиновьевск）と改称されたが、1934年、ジノヴィエフの失脚に伴い、ジノヴィエフによって暗殺されたとされていたセルゲイ・キーロフにちなんだキーロヴォ（Кирово）に改称された。その後、1939年にソ連とウクライナ・ソヴィエト社会主義共和国の最高議会の同意に基づき、キロヴォグラード（Кировоград）と改められた。1991年にウクライナが独立すると、ロシア語を公用語から排除した同国の方針に従い、正式な表記はウクライナ語に改められてキロヴォフラードとなった。

### キロヴォフラードからの改称
キロヴォフラードと改称された後も、旧称のエリザヴェトグラード（ウクライナ語では「エリザヴェトフラード」となる）などへの名称変更を訴える声が出ていた。
その後、2014年クリミア危機による反ロシアの機運とともに、ウクライナの脱共産主義化を訴える声が一層高まった。2015年5月15日に共産主義・ナチズムプロパガンダ禁止法が制定され、ソ連時代に由来する地名を6か月以内に改称するよう規定されたことから、キロヴォフラードに代わる新名称を巡る議論が高まった。上記のエリザヴェトグラードは国民から76.6%の支持を得たものの、ロシア由来のためヴェルホーヴナ・ラーダは認めないとみられた。同年12月23日にヴェルホーヴナ・ラーダは近くを流れるインフレツィ川に基づく「インフルスク」の名称を提唱。その後、2016年3月31日、ヴェルホーヴナ・ラーダの国家建設・地域政策・地方自治委員会は、キロヴォフラードの近くで生まれた劇作家・俳優のマルコ・クロピヴニツキーにちなんで、「クロピヴニツキー」と改称するよう提唱。この提案は同年7月14日に正式に承認された。

## ギャラリー

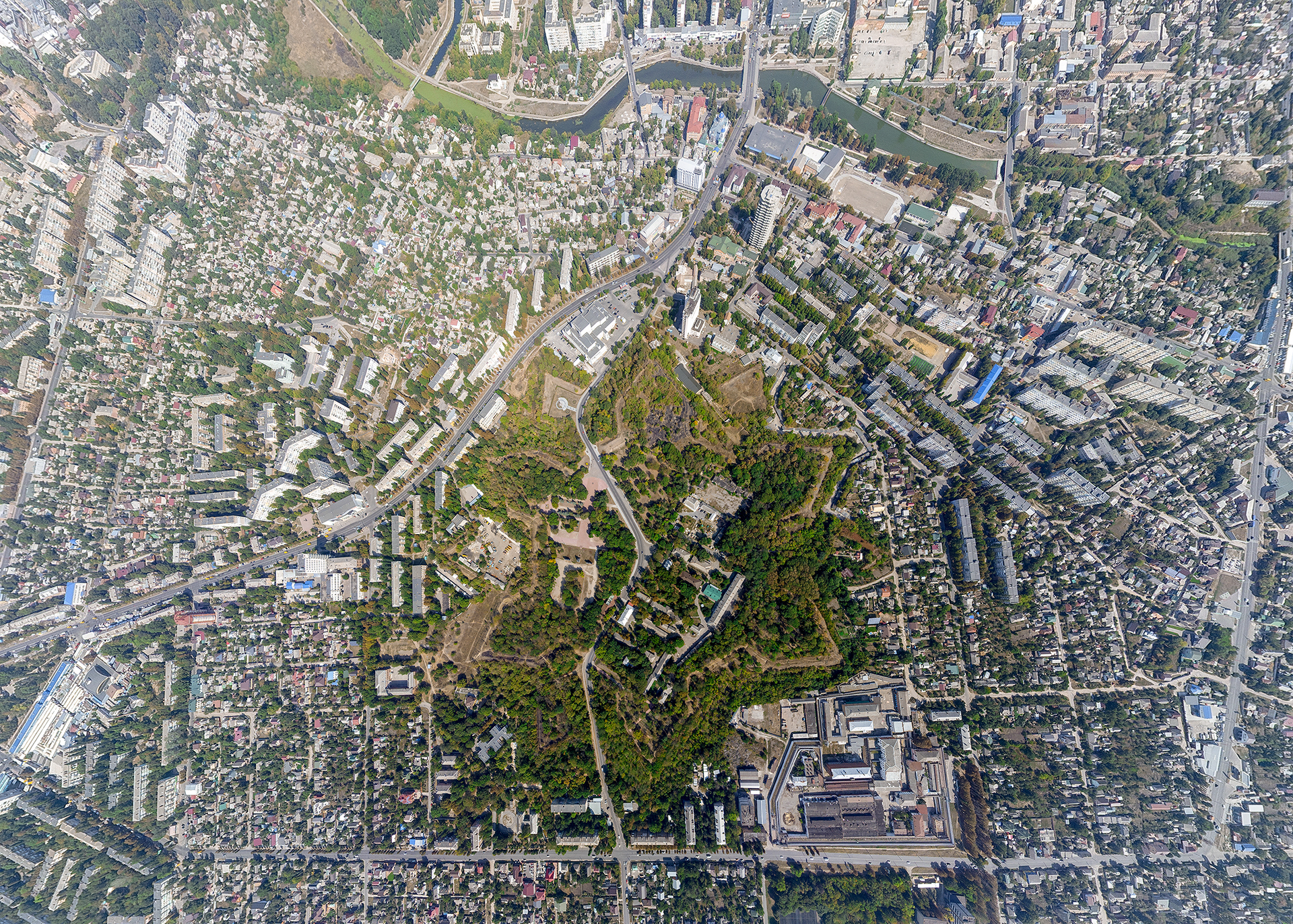
高いところから見たかつての要塞の眺め
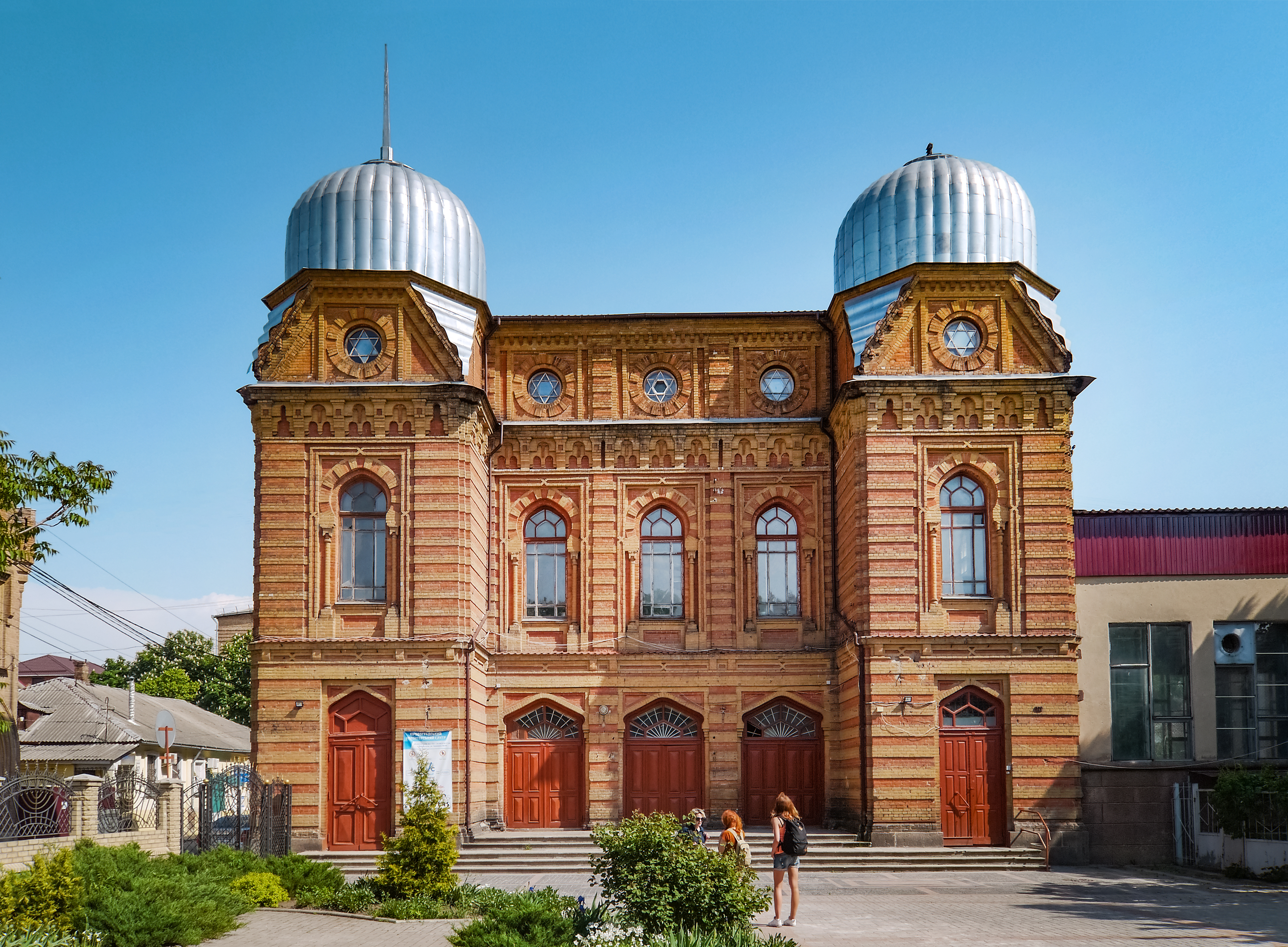
古いシナゴーグ
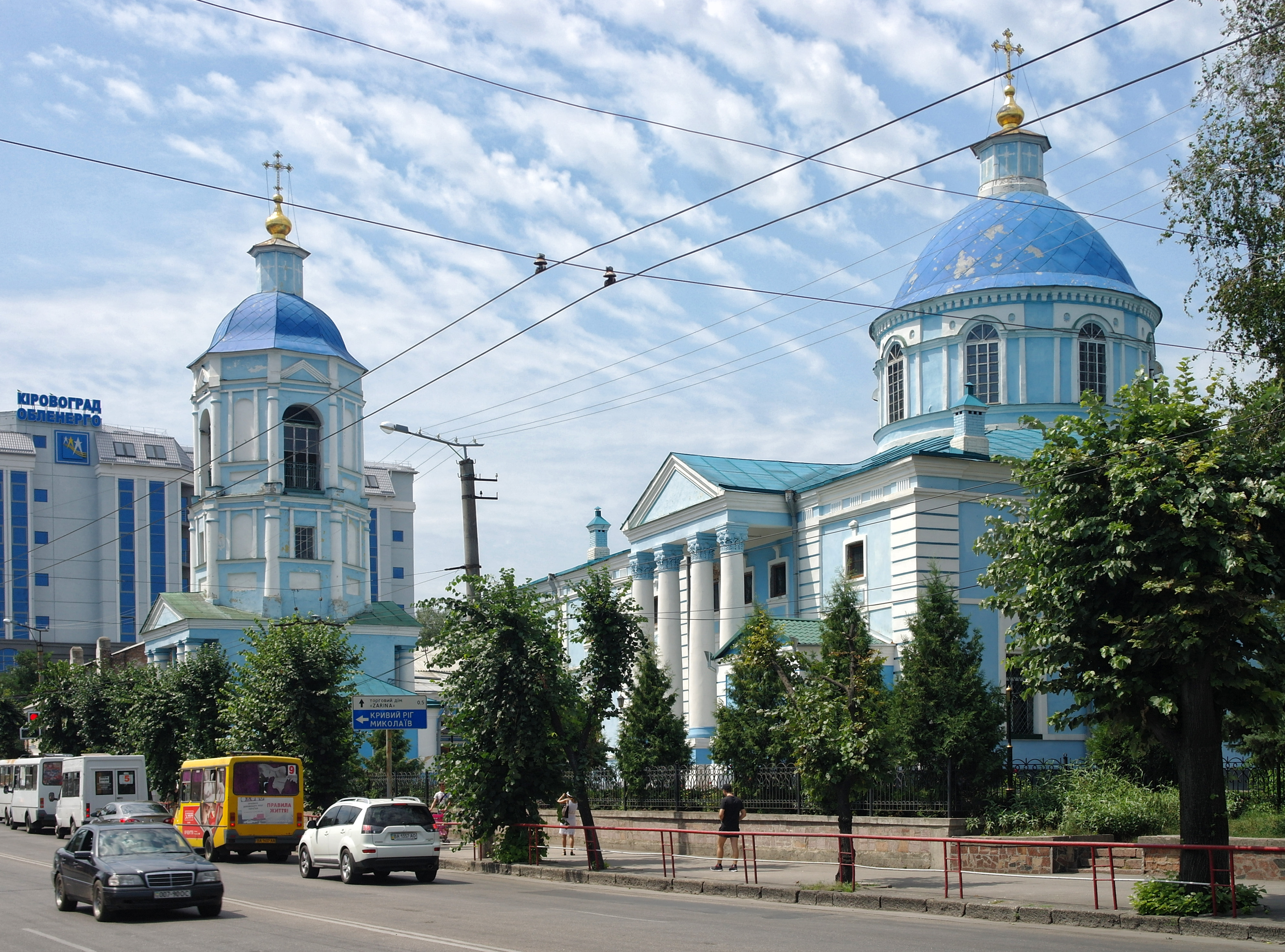
ギリシャ正教会
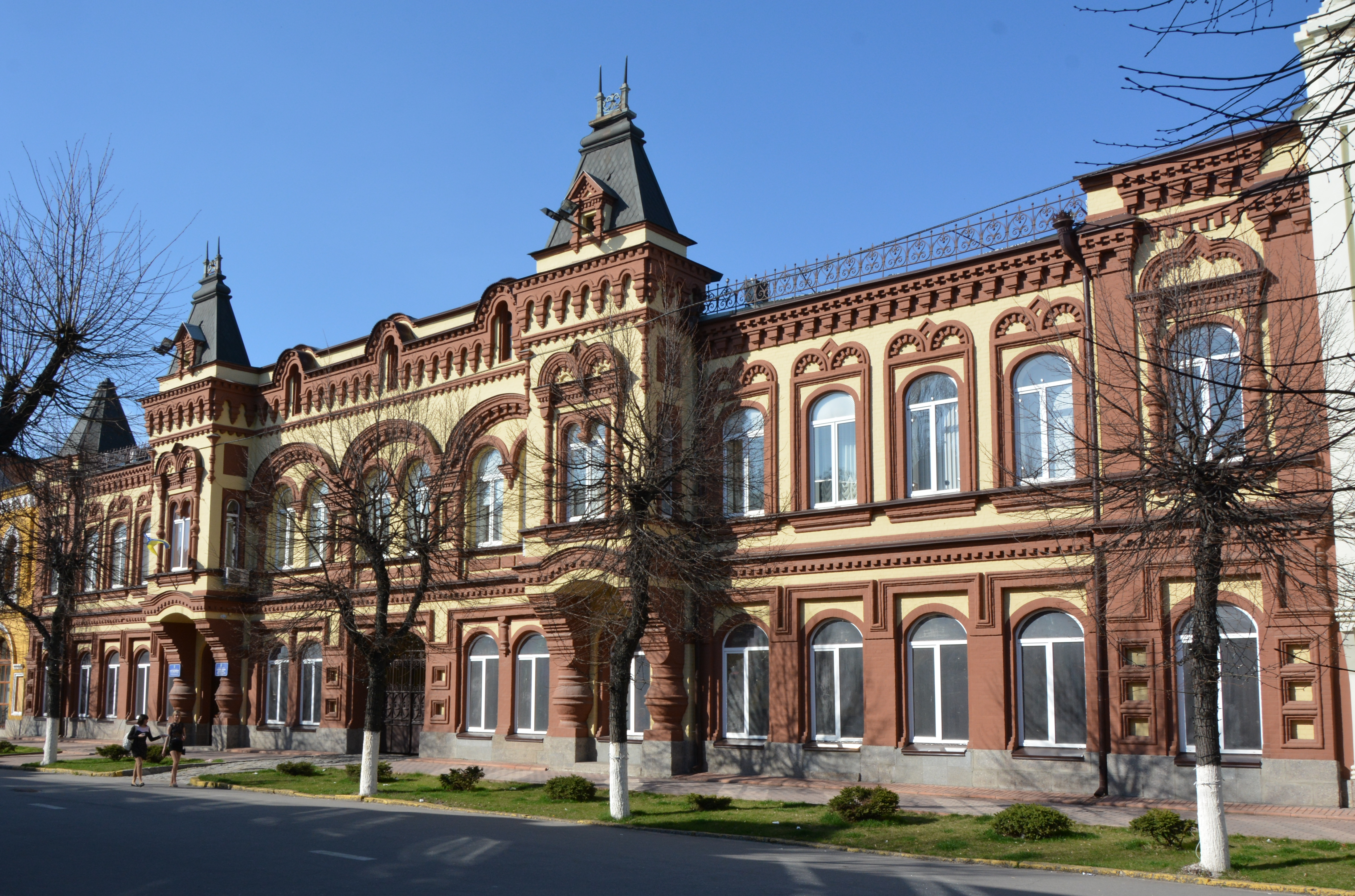
歴史的記念碑
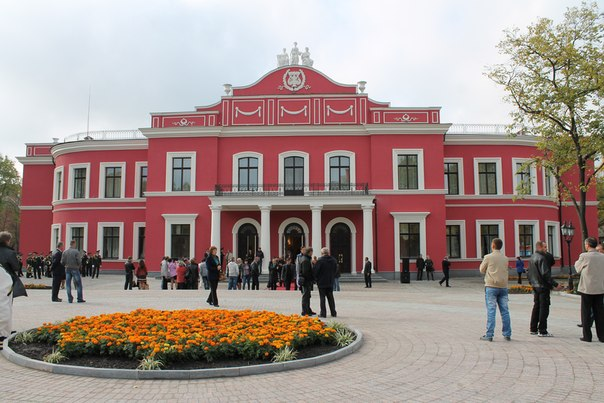
劇場の建物
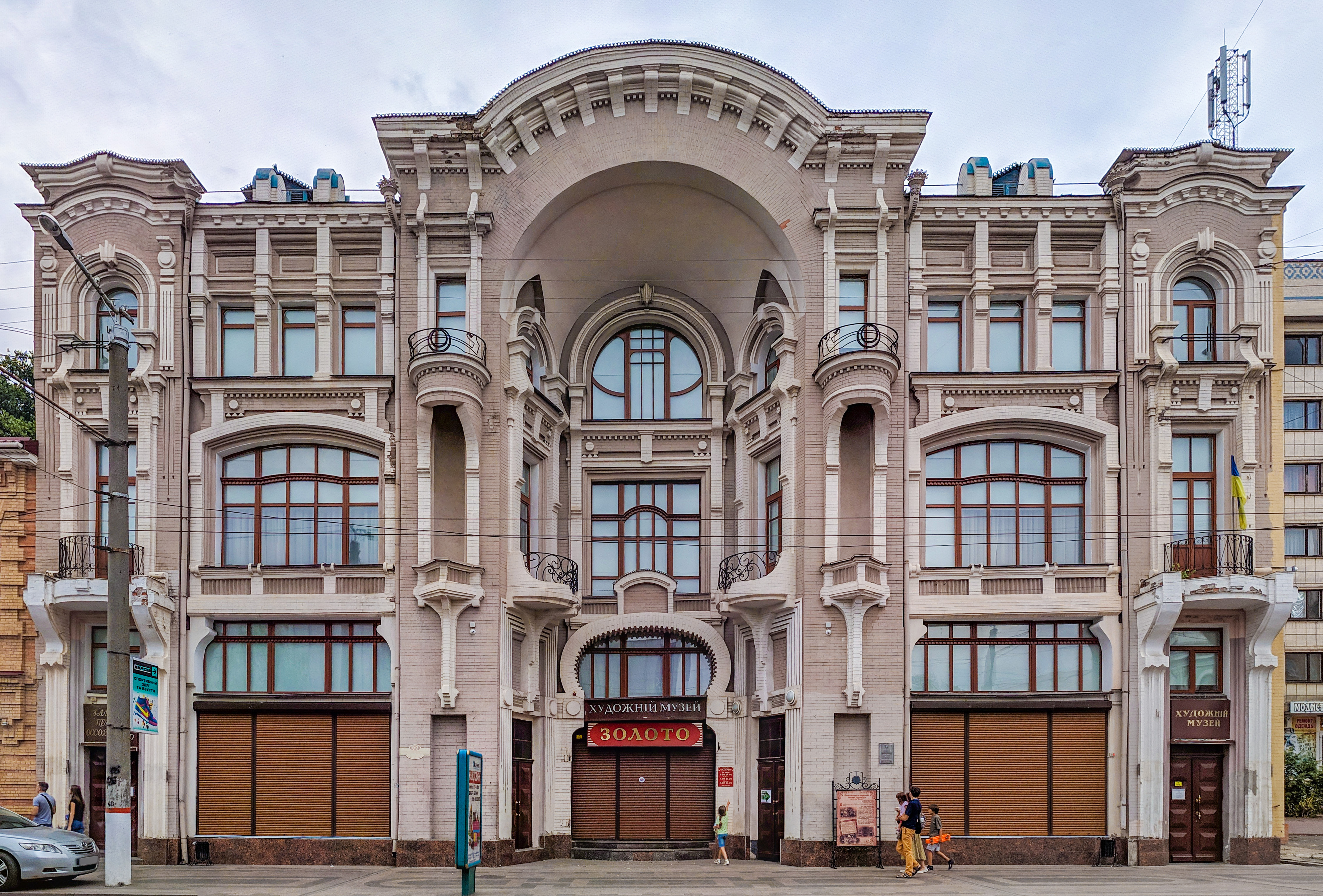
博物館の一つ
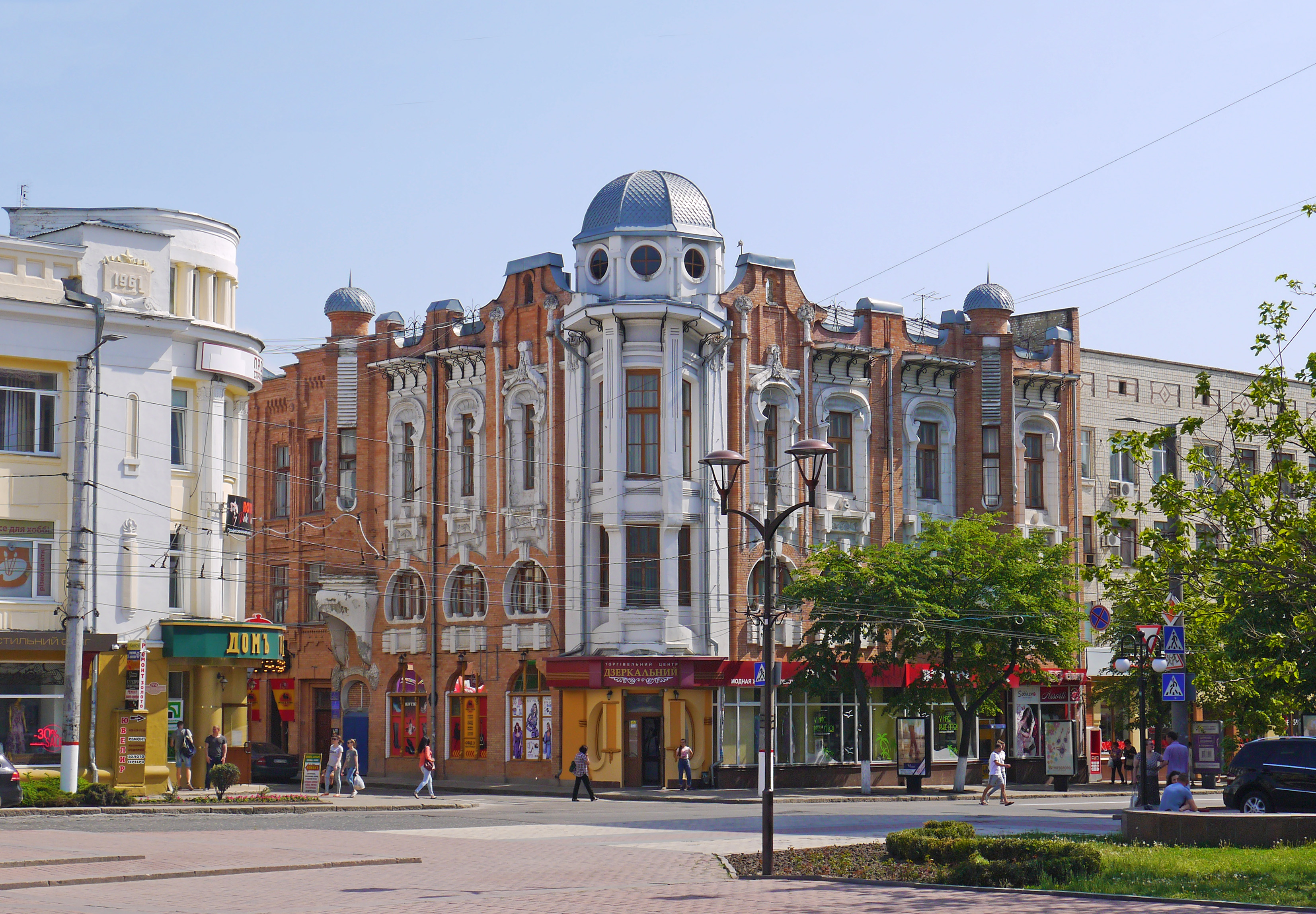
元ホテル
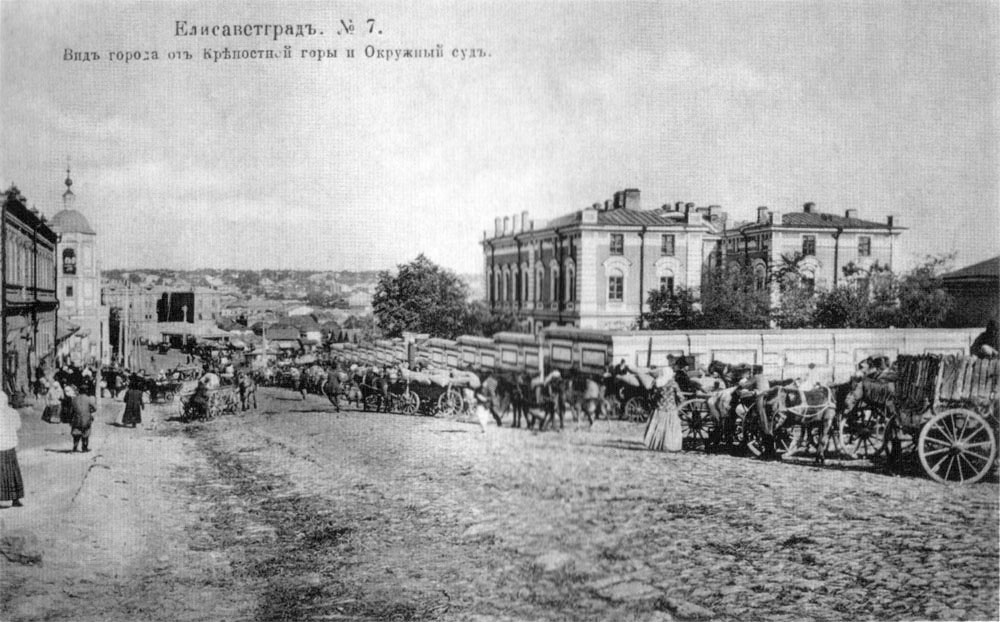
市内のパノラマ、1910 年
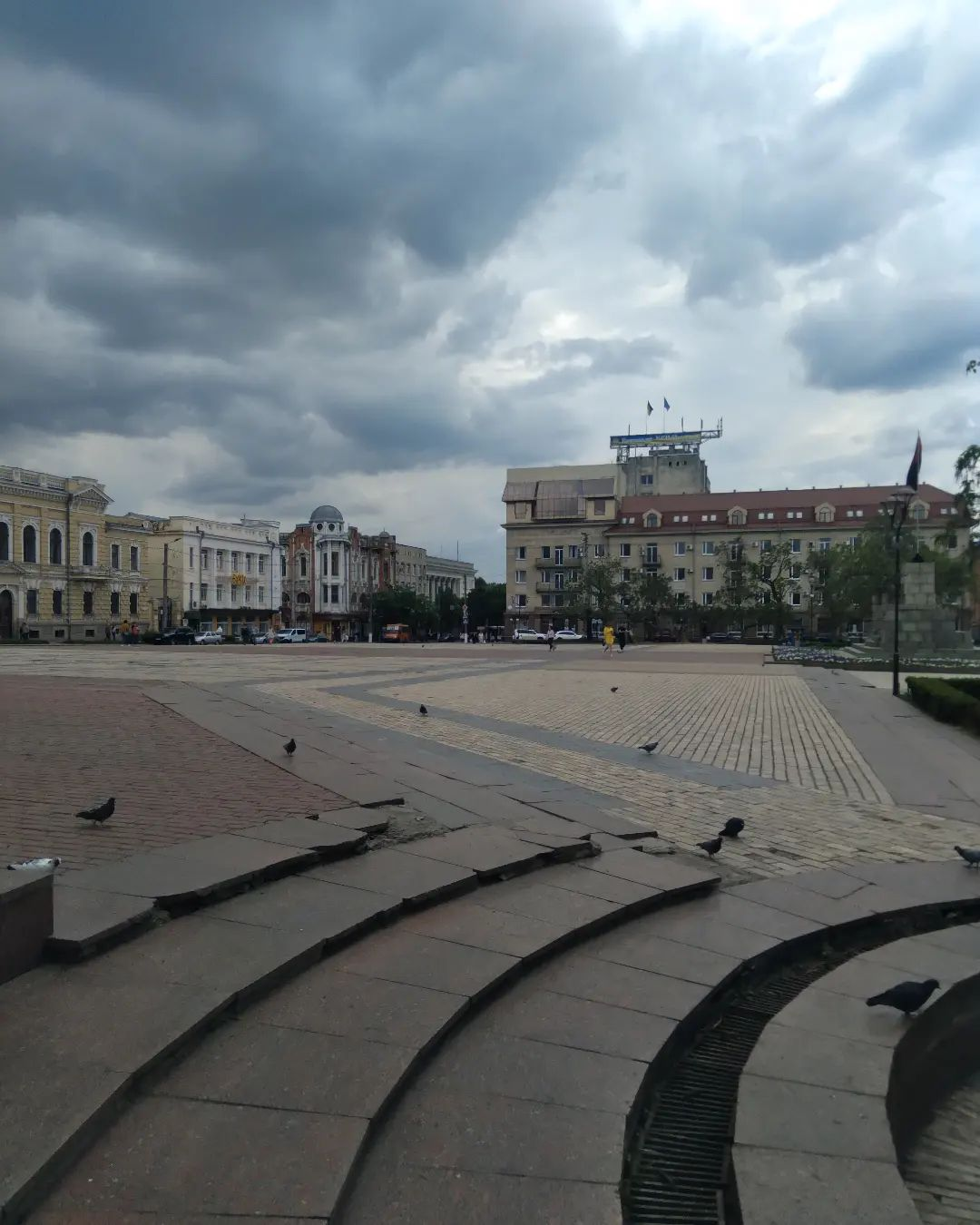
ユーロマイダンの英雄広場
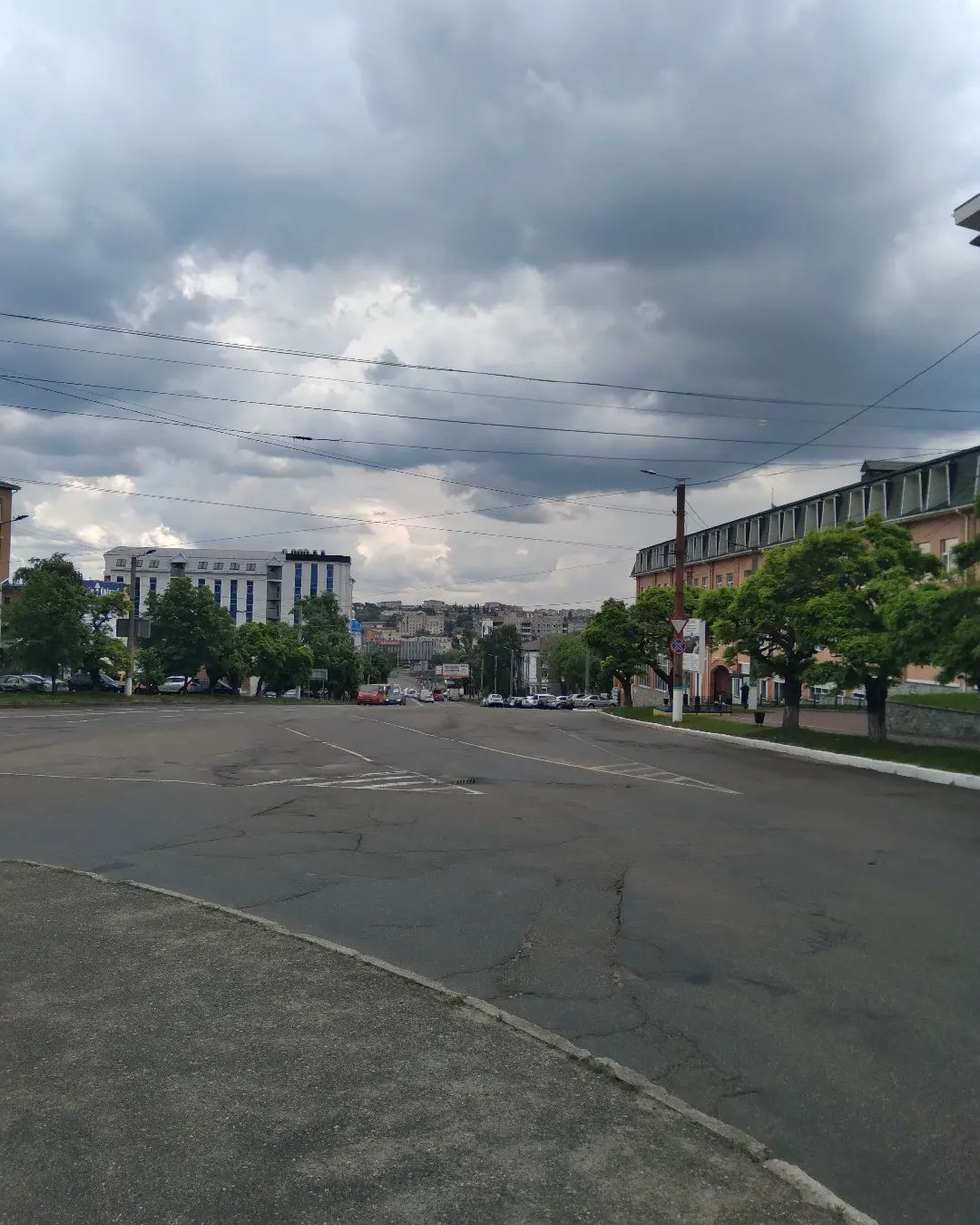
街の西側から見た下りの眺め
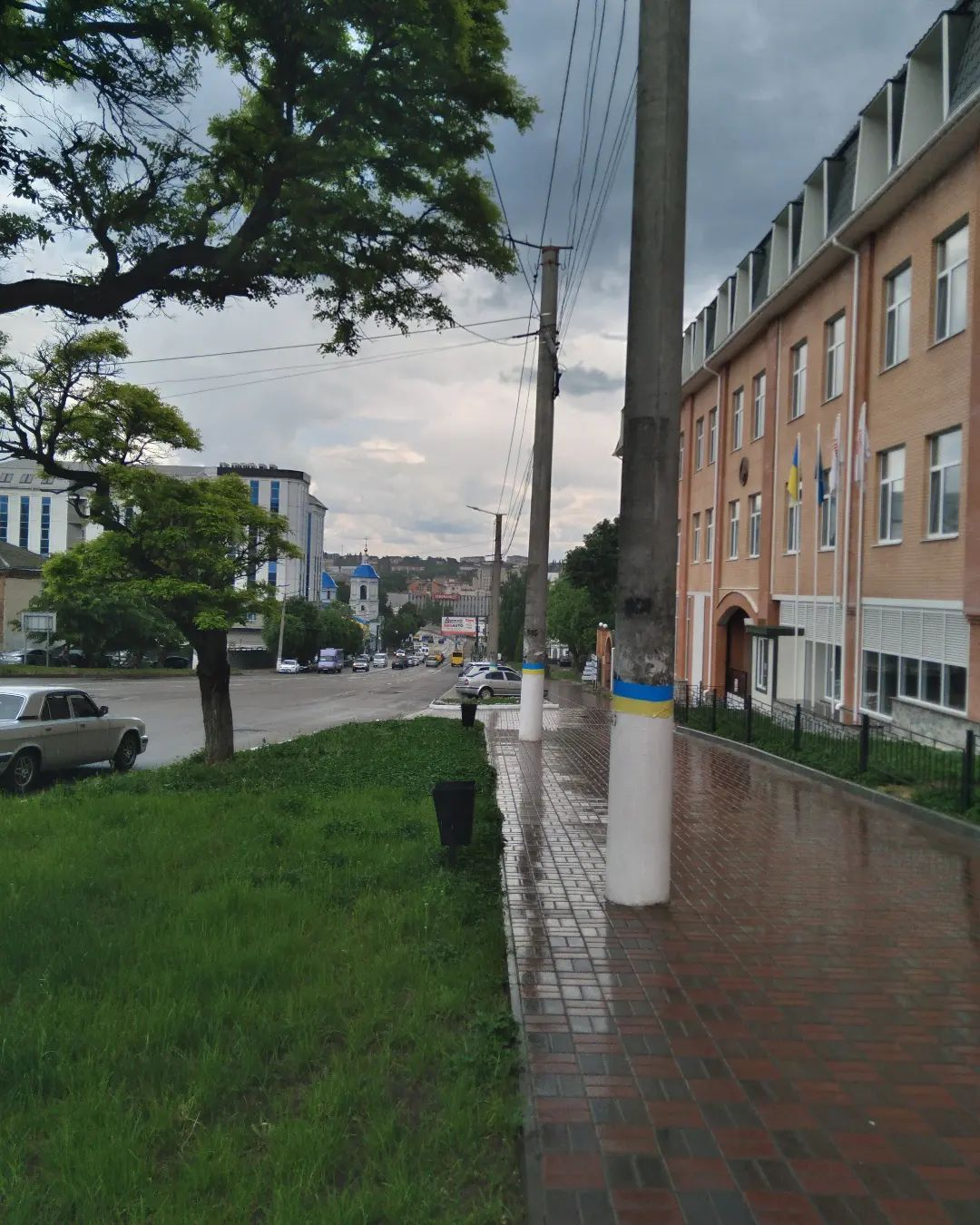
都市パノラマ、2023
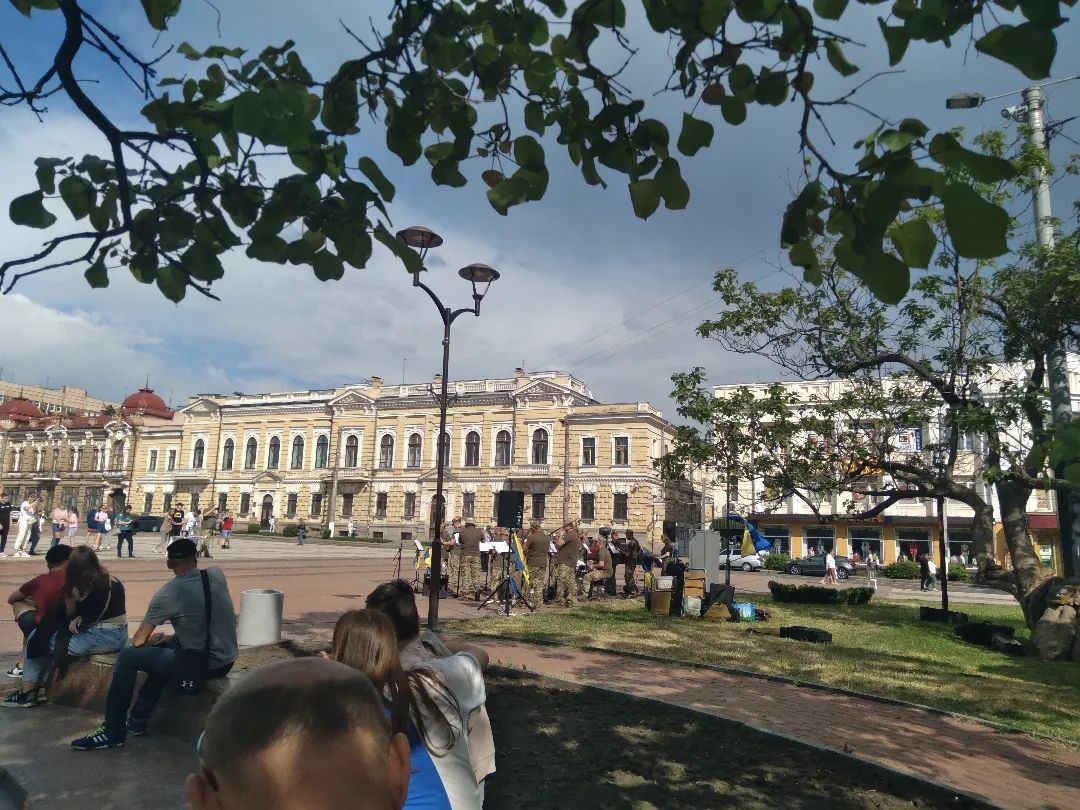
軍楽隊が国民のために演奏、2023年
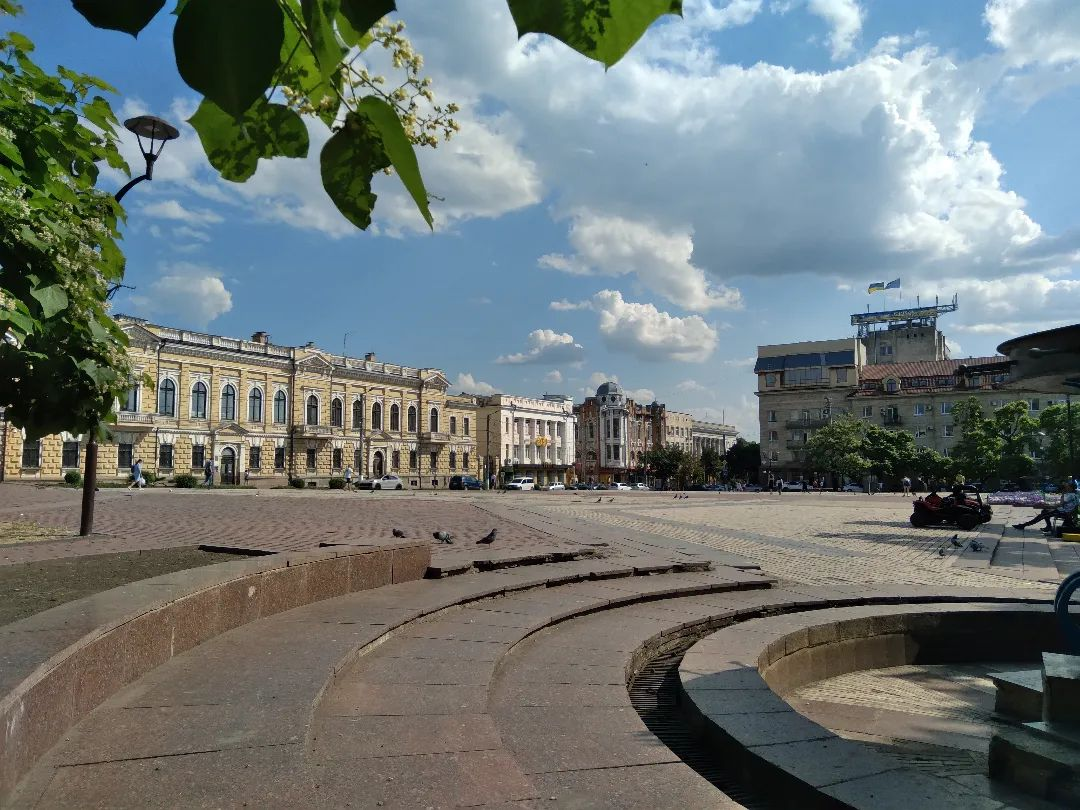
メイン広場
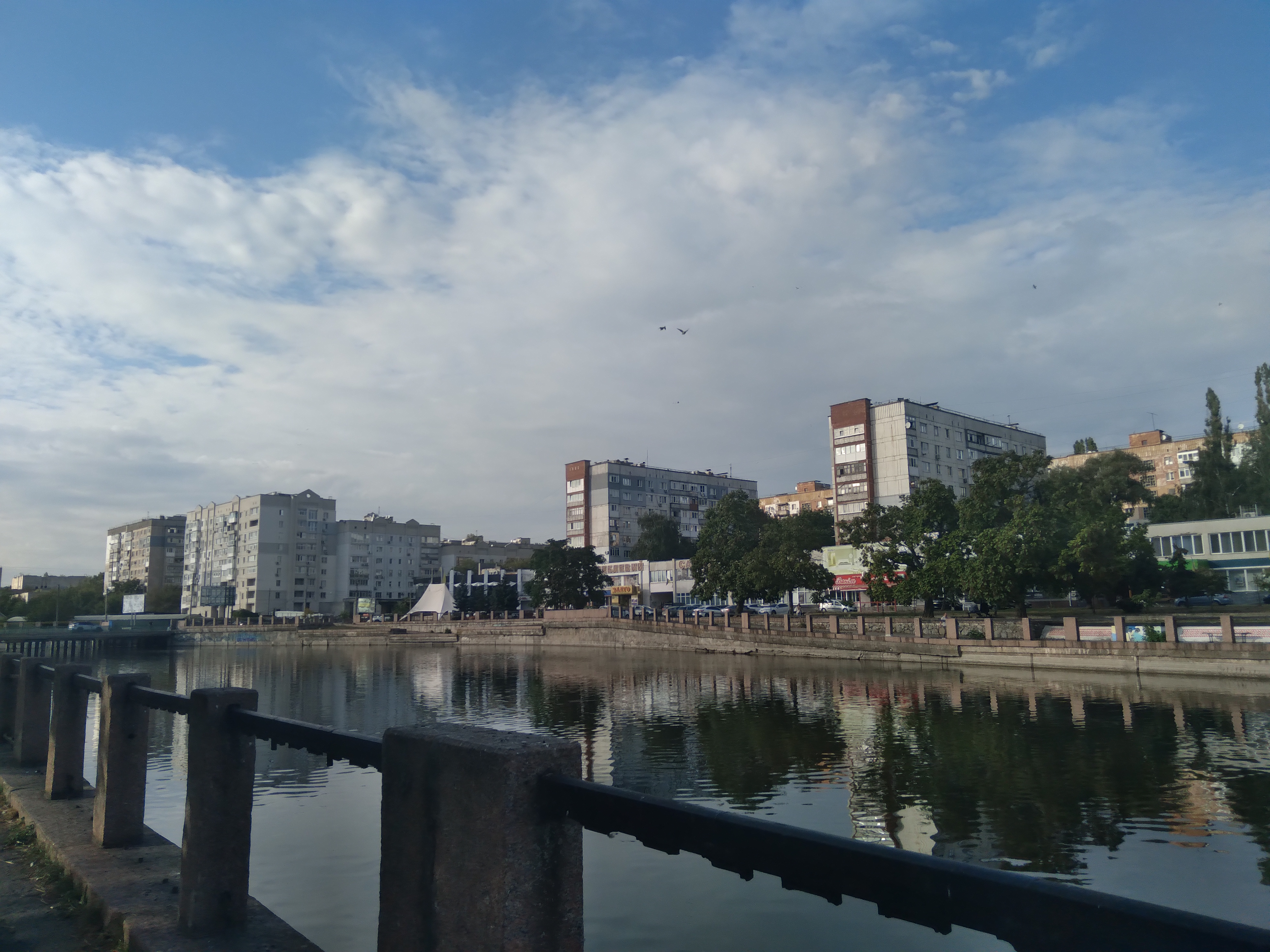
市内中心部の堤防
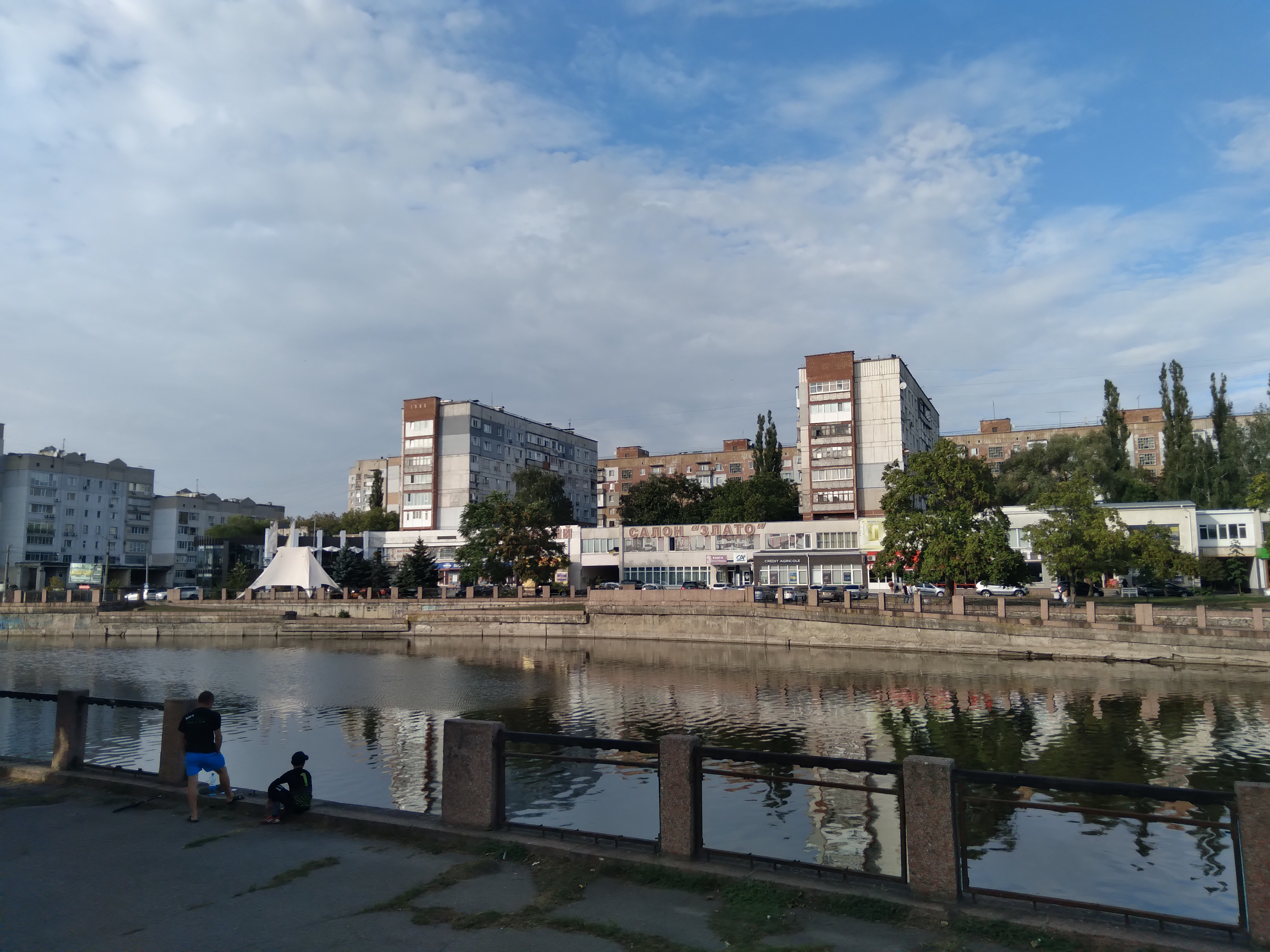
堤防近くの住宅建物
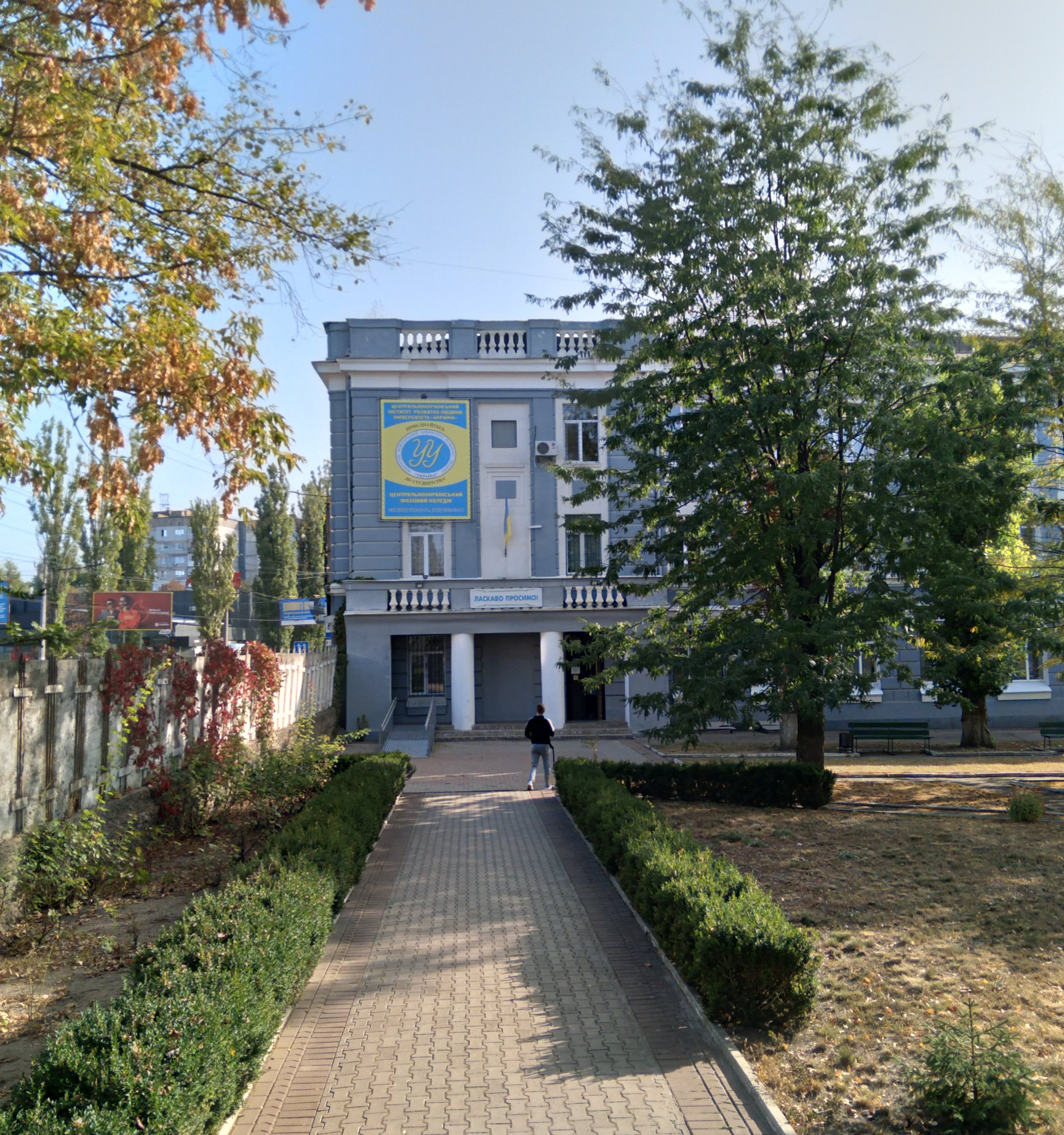
市内の高等教育機関の一つ
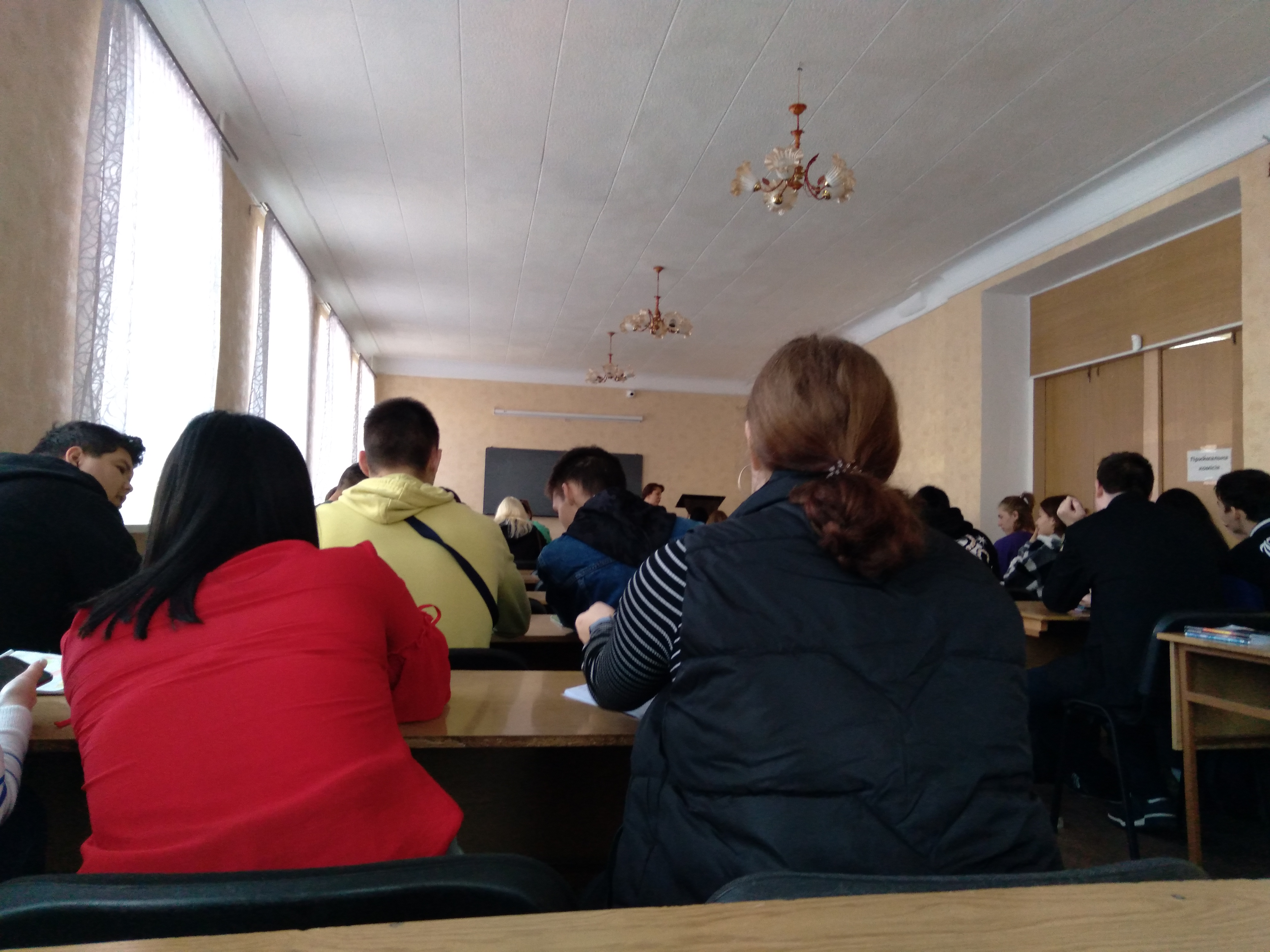
大学の教室の一つ
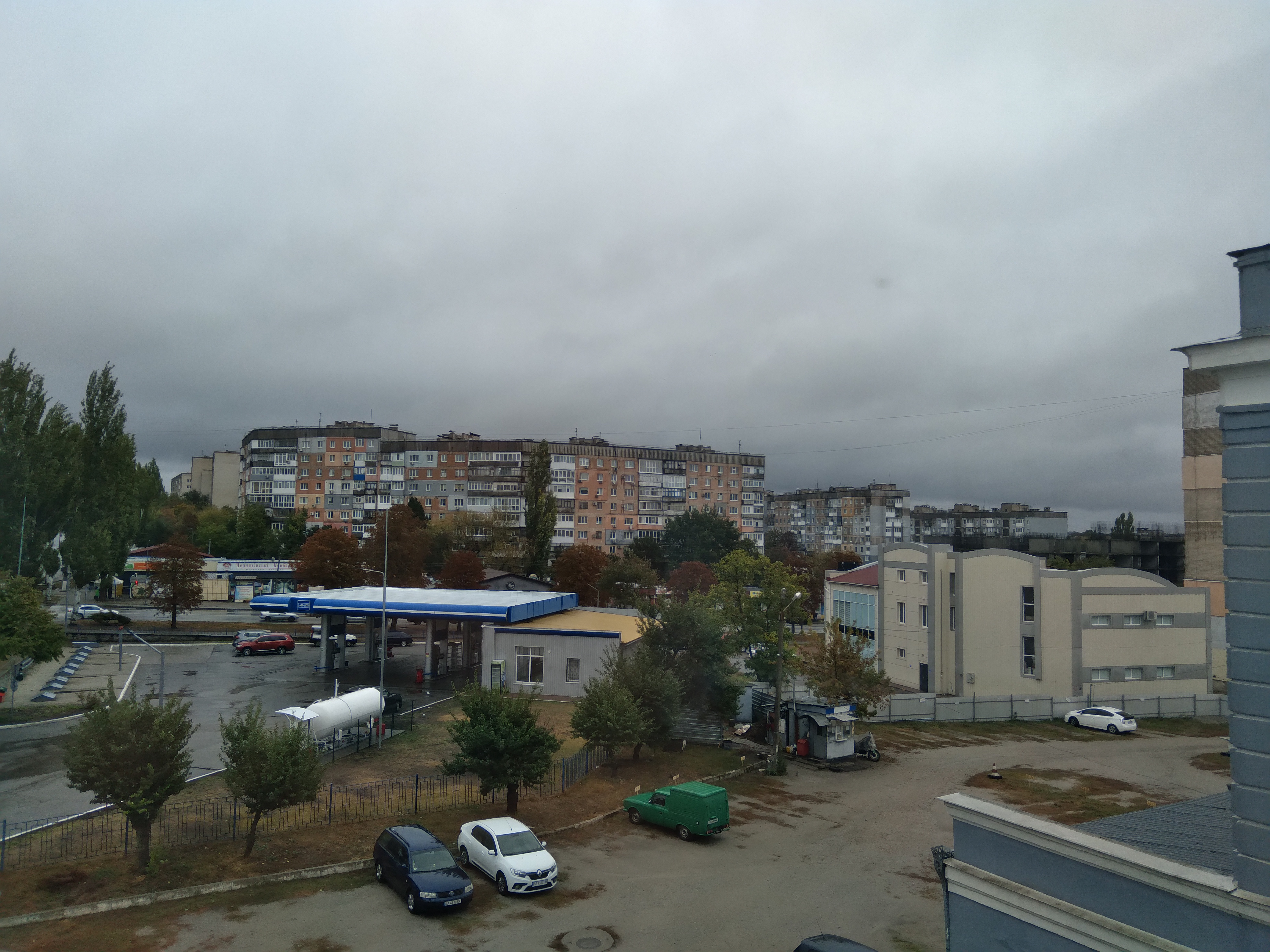
都心部の集合住宅
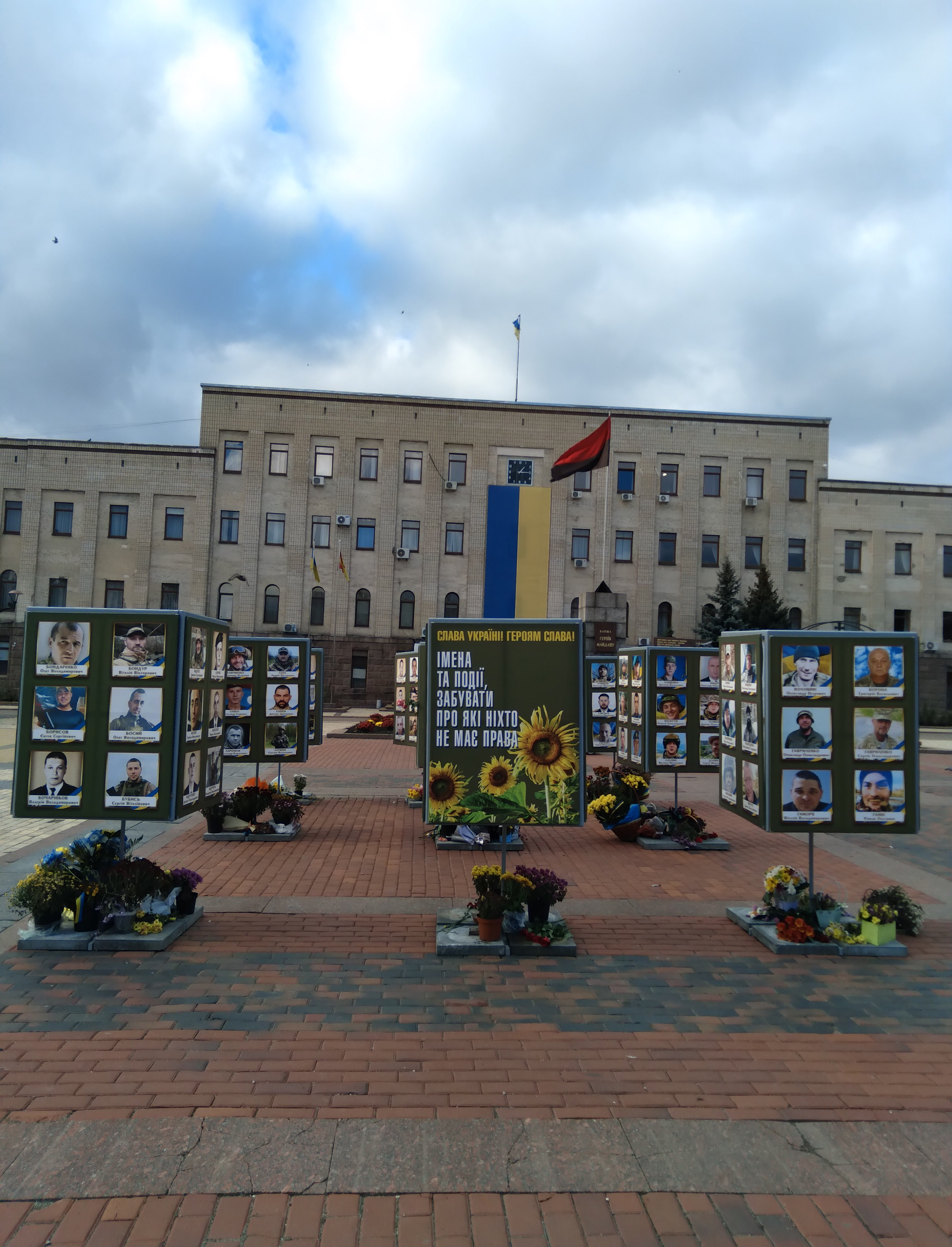
地域評議会（およびウクライナを守って亡くなった兵士の写真）
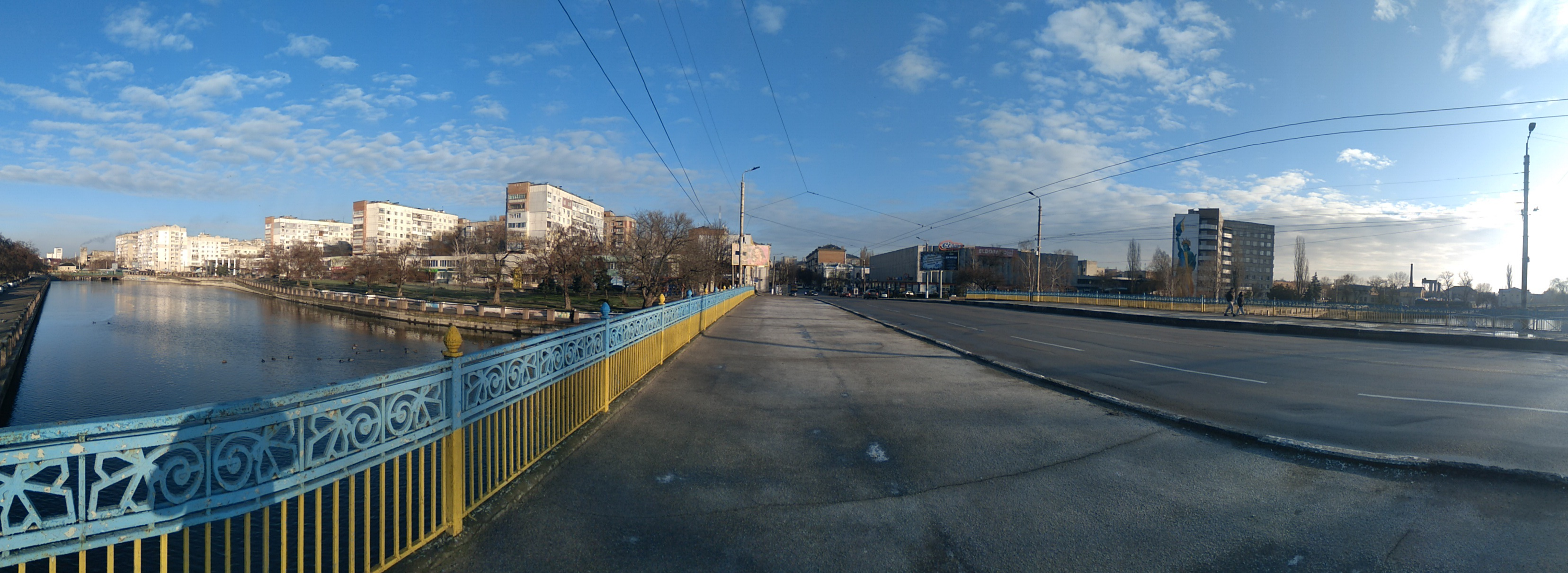
堤防（パノラマ）
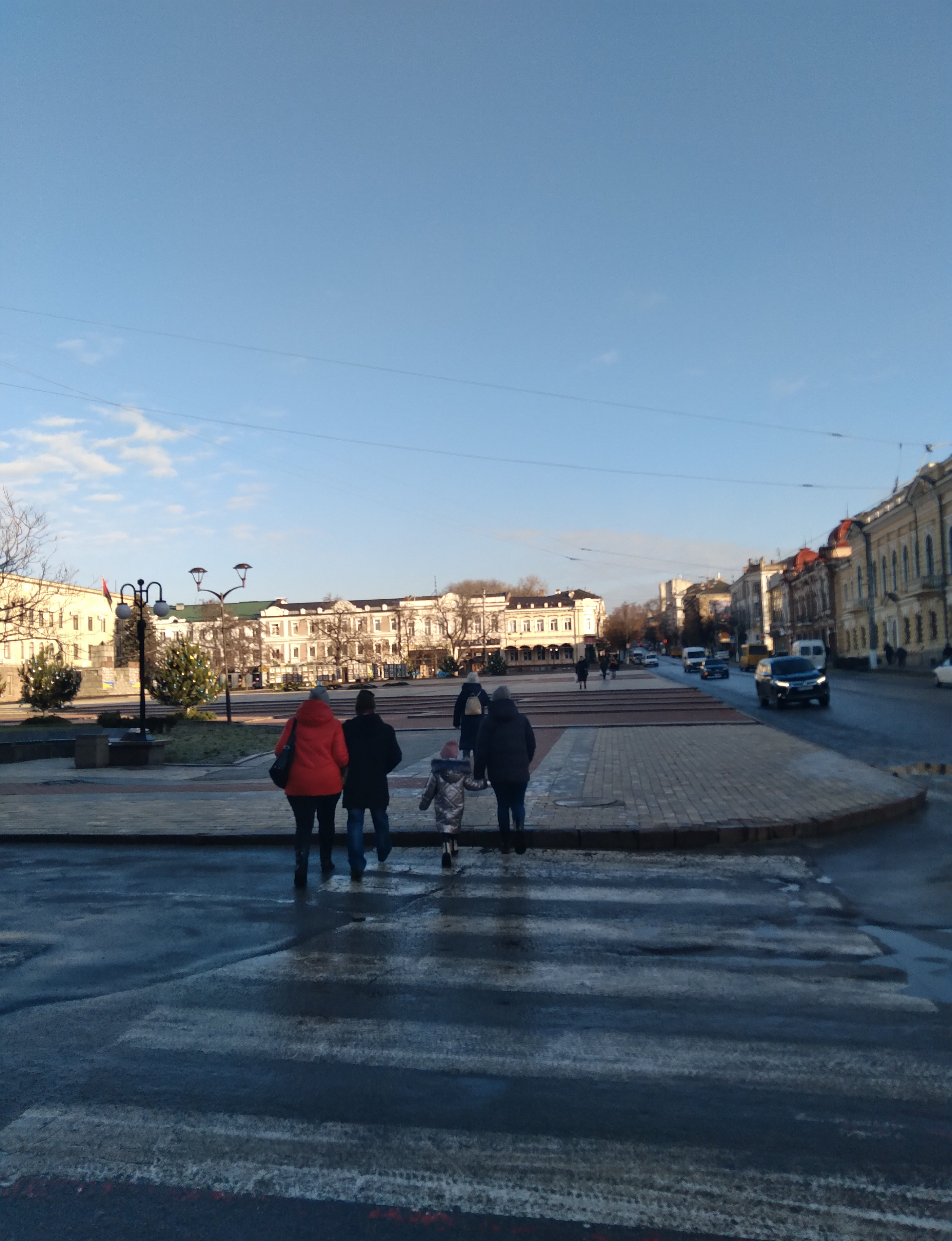
中央広場
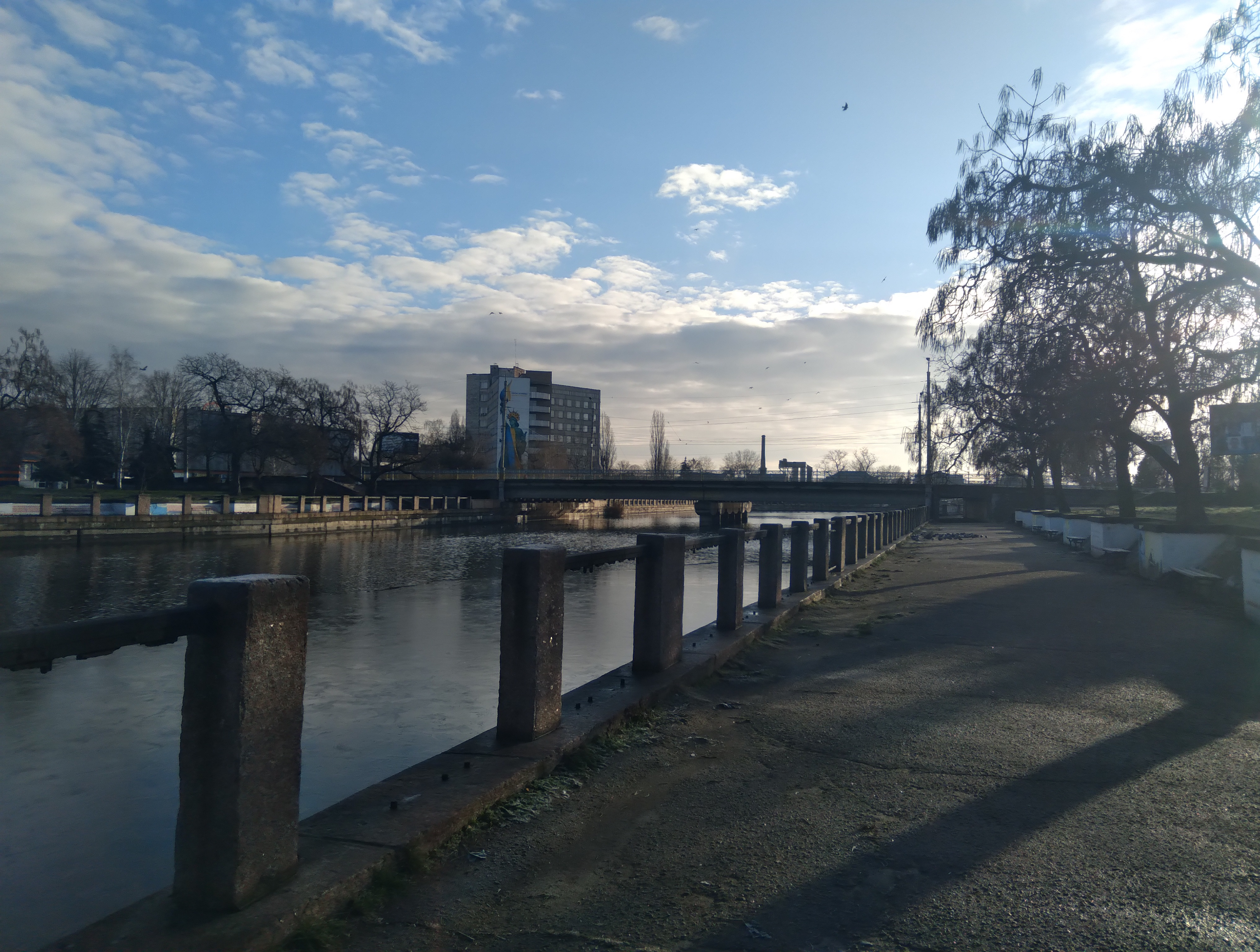
堤防

## 出身者
- グリゴリー・ジノヴィエフ - 革命家・政治家
- ゲンリフ・ネイガウス - ピアニスト
- アンドレイ・カンチェルスキス - サッカー選手
- アフリカン・スピール - 哲学者
- オレクサンドル・シモネンコ - 自転車選手

## 姉妹都市
- ドブリチ、ブルガリア